# Sherrie Maricle
Sharon L. „Sherrie“ Maricle (* 2. September 1963 in Buffalo) ist eine amerikanische Jazz-Schlagzeugerin und Komponistin.

## Leben und Wirken
Maricle, die in Endicott aufwuchs, lernte zunächst Klarinette und Cello, bevor sie zur Snare Drum wechselte. Im Alter von elf Jahren besuchte sie ein Konzert von Buddy Rich mit seinem Killer Force Orchestra, das für ihr weiteres Leben die Weichen stellte. Sie studierte bis zum Bachelor 1985 an der Binghamton University, um 1986 an der New York University ihren Master zu machen. Zusätzlich nahm sie Unterricht bei Mel Lewis, Adam Nussbaum und Jeff Hamilton. Bereits während des Studiums begleitete sie als Berufsmusikerin von 1984 bis 1987 Slam Stewart; seit 1986 gehörte sie zum Emery Davis Orchestra und 1987 auch zum Bill Lombardo Orchestra. Zwischen 1987 und 1993 leitete sie die Jamsessions im Jazzclub Village Gate; gemeinsam mit Peter Appleyard hatte sie eine Combo. In den frühen 1990er Jahren begann sie bei den New York Pops und trat mit Clark Terry und Al Grey auf. Weiterhin wurde sie musikalischer Leiter für den Tänzer Maurice Hines. Seit 1993 leitet sie vom Schlagzeug aus das Diva Jazz Orchestra, aus dem das Diva Jazz Trio und das Quintett Five Play hervorgingen. Weiterhin spielte sie in The Velvet Glove, Unpredictable Nature, im Oliver Jones Trio und in der New Jersey Symphony. Maricle promovierte sich 2000 über das Concerto pour batterie et petit orchestre von Darius Milhaud und ein vergleichbares eigenes Werk. Außerdem komponiert sie (auch sinfonische Werke für die New York Pops) und ist als Dirigentin und Lehrerin beim New York Summer Music Festival tätig.

## Preise und Auszeichnungen
Maricle wurde bei den Down-Beat-Polls als Talent, das weitere Beachtung verdiene, hervorgehoben. 1997 und 2000 wurde sie als „Lehrerin des Jahres“ von der New York University ausgezeichnet. Nat Hentoff nominierte das Album On the Brink ihrer Band Five Play in der JazzTimes als CD des Jahres 1999. 2009 erhielt sie den Lifetime Achievement Award beim Mary Lou Williams Women in Jazz Festival.

## Diskographische Hinweise
- Cookin' on All Burners (Stash, 1990)
- The Time Being (Jazz Alliance, 1993)
- Unpredictable Nature Dedication (Lester Recording, 1993; mit Carol Chaiken, Jill McCarron, Melissa Slocum)
- Sherrie Maricle and Friends Live

## Lexikalische Einträge
- Encyclopedia of Jazz Musicians
- Leonard Feather, Ira Gitler: The Biographical Encyclopedia of Jazz. Oxford University Press, New York 1999, ISBN 0-19-532000-X.
- Leslie Gourse Madame Jazz: Contemporary Women Instrumentalists, Oxford: Oxford University Press 1995, S. 240f.